# Nitting
Nitting – miejscowość i gmina we Francji, w regionie Grand Est, w departamencie Mozela.
Według danych na rok 1990 gminę zamieszkiwało 515 osób, a gęstość zaludnienia wynosiła 58 osób/km² (wśród 2335 gmin Lotaryngii Nitting plasuje się na 581. miejscu pod względem liczby ludności, natomiast pod względem powierzchni na miejscu 675.).